# 나오무라 토오루
나오무라 토오루(일본어: 尚村 透 나오무라 토오루[*])는 일본의 만화가이다.

## 작품 목록

### 연재
- 실낙원 (『월간 간간 JOKER』, 스퀘어 에닉스, 전 6권)
- TARI TARI (『월간 간간 JOKER』, 원작 : EVERGREEN, 캐릭터 원안: tanu, 작화: 카기소라 토미야키, 전 2권)
- 카케구루이(작화 담당, 『월간 간간 JOKER』, 원작 : 카와모토 호무라, 전 19권)

### 완결
- 실낙원 (월간 간간 WING, 스퀘어 에닉스)

### 일러스트
- 테마 「자유」(『간간 ONLINE』, 스퀘어 에닉스, 2008년 11월 6일)
- 카케구루이 열 (원작 카와모토 호무라, 타케노 히카루, 스퀘어 에닉스, 2017년)